# Nina (film)
Nina este un film românesc din 2016 regizat de Ruxandra Ghițescu. Rolurile principale au fost interpretate de actorii Andreea Grămoșteanu.

## Distribuție
Distribuția filmului este alcătuită din:
- Andreea Grămoșteanu — Nina